# Selecció de futbol de Galícia
La Selecció gallega de futbol és l'equip nacional de futbol de Galícia. Com la resta de seleccions de futbol que representen altres Comunitats Autònomes de l'Estat espanyol, la selecció de Galícia no és membre de la FIFA ni de la UEFA i, per tant, no pot participar de manera oficial a torneigs internacionals. Està organitzada per la Federació Gallega de Futbol.
L'equip és conegut com «A Irmandiña», rememorant la història de la Galícia medieval, en la qual es constituïren Irmandades (germandats) per a la defensa del poble davant els abusos dels senyors.

## Jugadors

### Darrera convocatòria de la selecció absoluta
Els seleccionadors Fran i Míchel Salgado van anunciar el 6 de maig de 2016 la llista de convocats per al partit contra la selecció de Veneçuela tot i que es van produir modificacions i la convocatòria final va ser la següent:
Partits disputats i gols actualitzats a 21 de maig de 2016.
| Nom              | Data de naixement      | Club                | P.D.    | G.      | Debut           |
| Porters          | Porters                | Porters             | Porters | Porters | Porters         |
| ---------------- | ---------------------- | ------------------- | ------- | ------- | --------------- |
| Sergio Álvarez   | 3 d'agost de 1986      | Celta de Vigo       | 1       | 0       | 20-05-2016      |
| Mariño           | 9 de maig de 1990      | Llevant UE          | 1       | 0       | 20-05-2016      |
| Defenses         |                        |                     |         |         |                 |
| Hugo Mallo       | 22 de juny de 1991     | Celta de Vigo       | 1       | 0       | 20-05-2016      |
| Jonny            | 3 de març de 1994      | Celta de Vigo       | 1       | 0       | 20-05-2016      |
| Álex Bergantiños | 7 de juny de 1985      | Deportivo da Coruña | 2       | 0       | 27-12-2008      |
| Angeliño         | 4 de gener de 1997     | Manchester City FC  | 1       | 0       | 20-05-2016      |
| Diego Alende     | 25 d'agost de 1997     | Celta de Vigo       | 1       | 0       | 20-05-2016      |
| Migcampistes     |                        |                     |         |         |                 |
| Fran Rico        | 3 d'agost de 1987      | Granada CF          | 1       | 0       | 20-05-2016      |
| Juan Domínguez   | 8 de gener de 1990     | Deportivo da Coruña | 1       | 0       | 20-05-2016      |
| Mosquera         | 21 d'abril de 1988     | Deportivo da Coruña | 1       | 0       | 20-05-2016      |
| Pape Cheikh      | 8 d'agost de 1997      | Celta de Vigo       | 1       | 0       | 20-05-2016      |
| Davanters        |                        |                     |         |         |                 |
| Denis Suárez     | 6 de gener de 1994     | Vila-real CF        | 1       | 0       | 20-05-2016      |
| Iago Falque      | 4 d'abril de 1990      | AS Roma             | 0       | 0       | (sense debutar) |
| Iago Aspas       | 1 d'agost de 1987      | Celta de Vigo       | 1       | 1       | 20-05-2016      |
| Jota Peleteiro   | 6 de juny de 1991      | SD Eibar            | 1       | 0       | 20-05-2016      |
| Lucas Pérez      | 10 de setembre de 1988 | Deportivo da Coruña | 1       | 0       | 20-05-2016      |
| Joselu           | 27 de març de 1990     | Stoke City FC       | 1       | 0       | 20-05-2016      |

## Quadre de partits i resultats
| Data       | Lloc                    | Equip local     | Equip visitant    | Resultat |
| ---------- | ----------------------- | --------------- | ----------------- | -------- |
| 19-11-1922 | Coia, Vigo              | Galícia         | Castella          | 4 - 1    |
| 07-01-1923 | Coia, Vigo              | Galícia         | Lisboa            | 3 - 1    |
| 14-01-1923 | Reina Victoria, Sevilla | Andalusia       | Galícia           | 1 - 4    |
| 21-01-1923 | Coia, Vigo              | Galícia         | Anglaterra        | 7 - 2    |
| 28-01-1923 | Bouzas, Vigo            | Pontevedra      | Galícia           | 1 - 4    |
| 04-02-1923 | Pasarón, Pontevedra     | Galícia         | Pontevedra        | 3 - 0    |
| 18-02-1923 | Coia, Vigo              | Galícia         | Ferrol/la Corunya | 7 - 1    |
| 25-02-1923 | Coia, Vigo              | Galícia         | Astúries          | 1 - 3    |
| 27-05-1923 | Campo Grande, Lisboa    | Lisboa          | Galícia           | 2 - 1    |
| 1930       | Chamartín, Madrid       | Espanya Central | Galícia           | 1 - 4    |
| 25-12-2005 | San Lázaro, Santiago    | Galícia         | Uruguai           | 3 - 2    |
| 28-12-2006 | Riazor, la Corunya      | Galícia         | Equador           | 1 - 1    |
| 27-12-2007 | Balaídos, Vigo          | Galícia         | Camerun           | 1 - 1    |
| 27-12-2008 | Riazor, la Corunya      | Galícia         | Iran              | 3 - 2    |
| 20-5-2016  | Riazor, la Corunya      | Galícia         | Veneçuela         | 1 - 1    |